# Mohamed Lemine Ould N'Diayane
Pour les articles homonymes, voir Mohamed Lemine.
Le Colonel Mohamed Lemine Ould N'Diayane, né en 1950 et mort le 8 juin 2003, est un officier supérieur mauritanien, ancien Chef d’État-Major de l’armée nationale mauritanienne, et Ministre des Affaires étrangères entre 1986 et 1988.

## Carrière
Le 10 juillet 1978, il était le plus jeune officier du CMRN (Comité Militaire de Redressement National) quand les militaires renversèrent Mokhtar Ould Daddah.
Il deviendra Directeur général du Wharf de Nouakchott.
Il fut Gouverneur du District de Nouakchott.
Il a été ministre des Pêches.
Feu Mohamed Lemine Ould N'Diayane occupera également le poste de Directeur général de la Sûreté nationale (police nationale).
Il deviendra chef d'État-major de la Garde nationale et surtout Permanent du CMSN lors des évènements d'avril 1989 où il s'illustra par son patriotisme, collectant dons et legs pour les infortunés Mauritaniens rapatriés du Sénégal.
Mohamed Lemine Ould N'Diayane a également été Ministre des Affaires étrangères (1986-1988).
Un Directeur de l'EMIA aimé et respecté de ses hommes. Il continuera d'occuper ce poste jusqu'à sa nomination, le 31 décembre 2001 Chef d'état-major de l'armée nationale. 
Comme Chef d'État-major de l'armée nationale il eut comme directeur de cabinet le Colonel Limam Ould Dahmed.
Il fut tué au combat par les putschistes lors de la tentative de putsch du 8 juin 2003 contre le Président mauritanien Maaouiya Ould Sid'Ahmed Taya, perpétrée par l'ex-commandant Saleh Ould Hanenna,.  